# Lac Namtso
Le lac  Namtso (tibétain : གནམ་མཚོ་, Wylie : gnam mtsho, pinyin tibétain : Nam Co, THL : Namtso, translittération en chinois : 纳木错 ; pinyin : nàmù cuò Nam Co est son nom officiel international en Chine), également appelé en mongol Tangri Nagur ou Tenger nuur (mongol classique et Mongol de Chine : ᠲᠩᠷᠢ ᠨᠠᠭᠤᠷ (Tangri naɣur), khalkha : Тэнгэр нуур (Tenger nuur) littéralement lac céleste), est l'un des lacs les plus célèbres du Tibet.

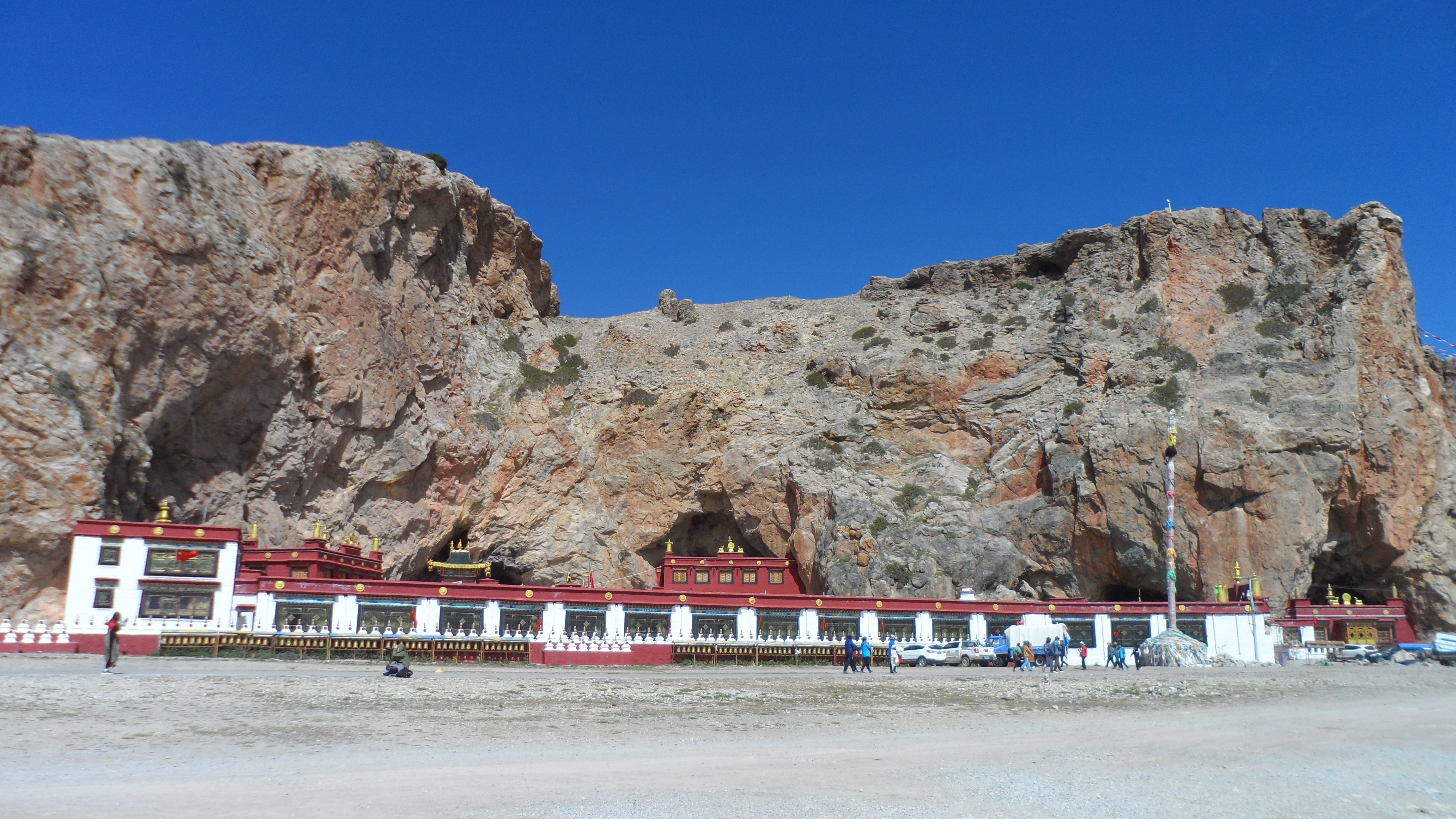
Monastère

Il est un lieu saint du bouddhisme tibétain. De nombreux fidèles se réunissent autour du lac pour une grande cérémonie qui s'y déroule l'année du mouton, tous les douze ans. Il abrite également le monastère sur la péninsule de Tashi Dor située à son extrémité sud-est.

## Situation géographique
Ce lac salé est situé à environ 110 km au nord-nord-ouest du centre-ville de Lhassa, sur la frontière entre le district de Damxung et celui de Baingoin, situé dans la préfecture de Nagchu. D'une altitude de 4 718 m, il mesure 70 km de long pour 30 km de large, couvrant 1 920 km2.

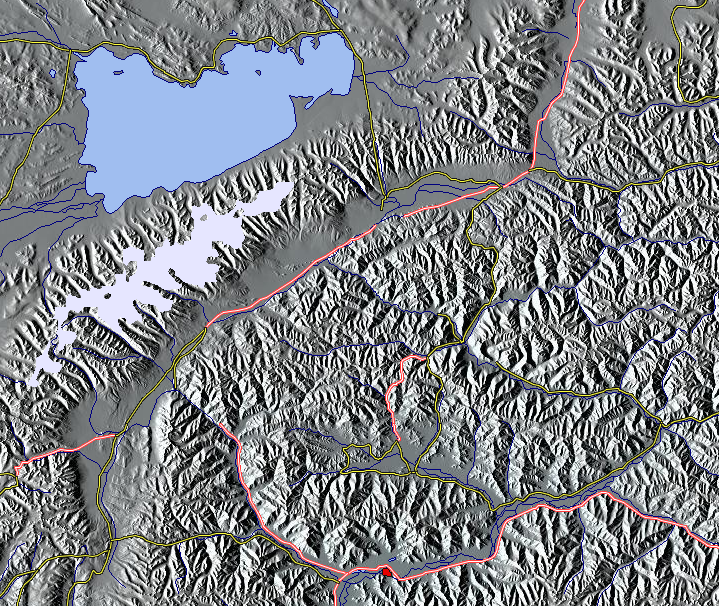
relief autour du lac

Souvent considéré comme le plus haut lac du Tibet, voire du monde, le Namtso est cependant supplanté par de nombreux petits lacs situés à des altitudes supérieures à 5 500 m, tant dans les Andes que dans l'Himalaya. En ce qui concerne les lacs d'une taille supérieure à 50 km2, le lac d'eau douce le plus élevé est le Sengli (5 386 m, 78 km2), tandis que le plus haut lac salé est le Meiriqie (5 354 m, 64 km2). Le Namtso est cependant le plus haut lac du monde d'une superficie supérieure à 500 km2. Quant au plus grand lac salé de Chine, cette distinction revient au lac Qinghai, deux fois plus étendu.
Le lac a cinq îles inhabitées de taille raisonnable, en addition d'un ou deux affleurements rocheux. Les îles sont utilisées comme retraite spirituelle par les pèlerins, traversant la surface gelée du lac en hiver, et emportant leur nourriture. Ils passent alors l'été là-bas, devant attendre une nouvelle prise des eaux avant de pouvoir retourner sur la rive.
L'île la plus grande se trouve à l'extrémité nord-ouest du lac, mesurant 2 100 m de long pour 800 m de large, avec un sommet de 100 m de haut en son centre. Elle se trouve à une distance de 3,1 km de la berge. L'île la plus éloignée est, elle, à une distance minimale de 5,1 km de la berge.

## Faune

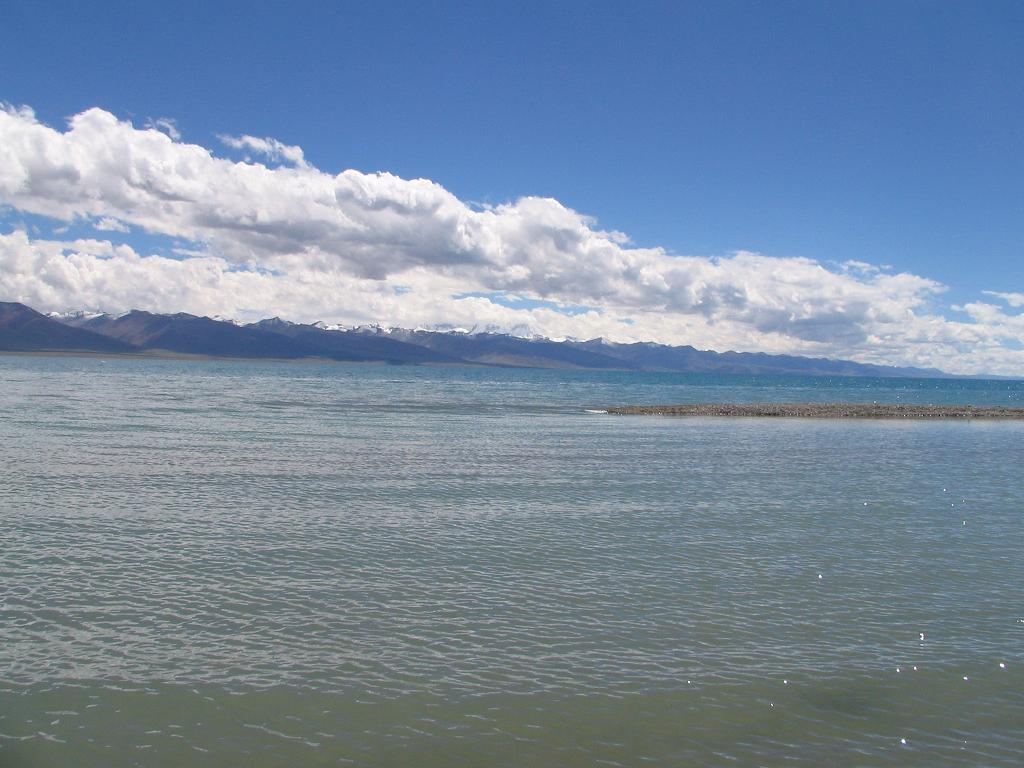

On trouve autour du lac des animaux rares comme les yacks sauvages et les antilopes tibétaines.
Lkhazan Khan, khan mongol du khan qoshot et roi du Tibet au XVIIIe siècle, aimait s'y adonner à la chasse.

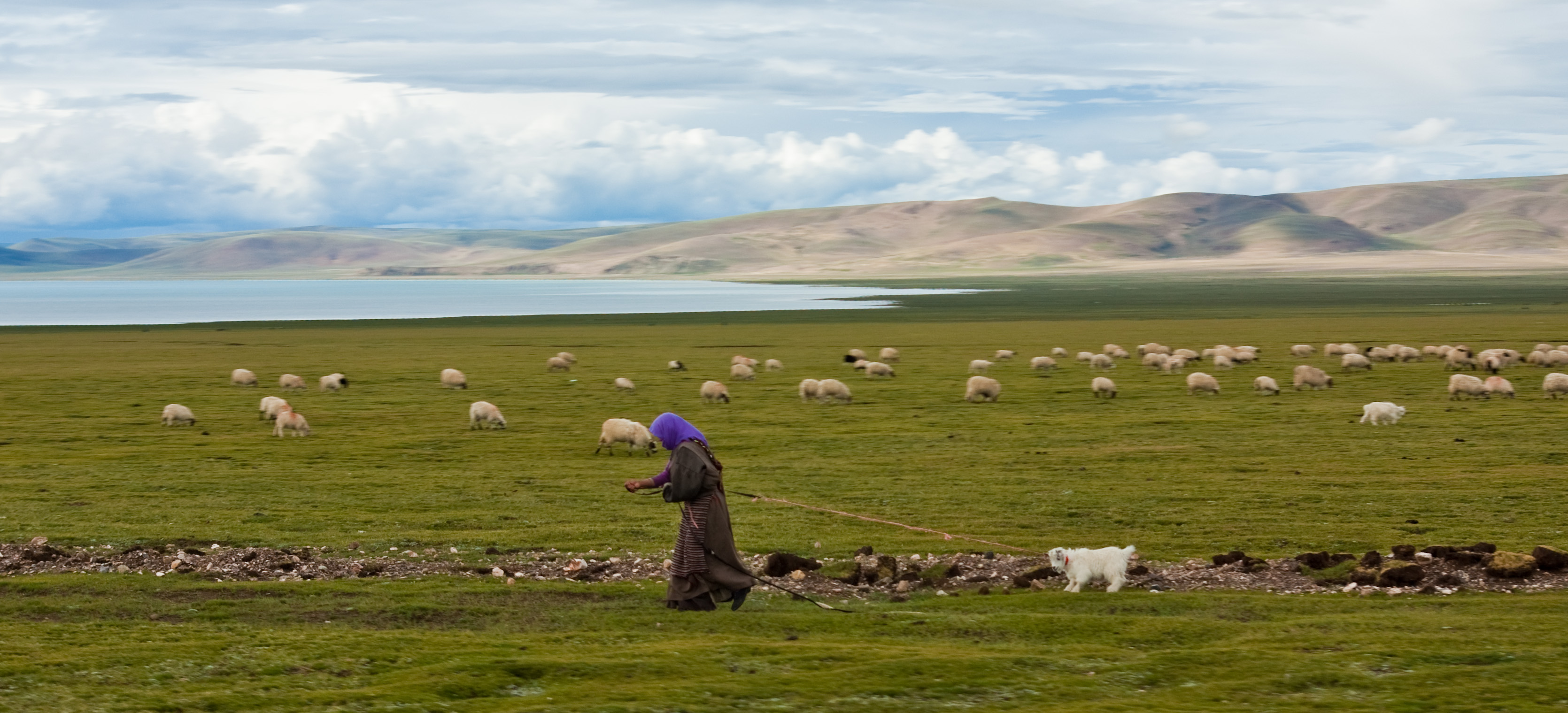
élevage de moutons
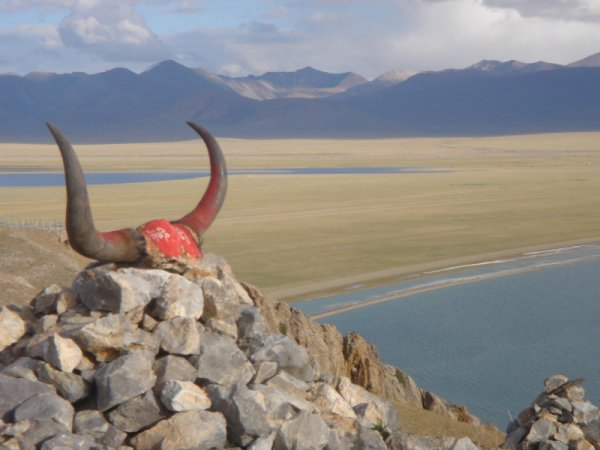
Le monastère de la presqu'île de Tashi Dor a une vue panoramique sur le lac sacré.
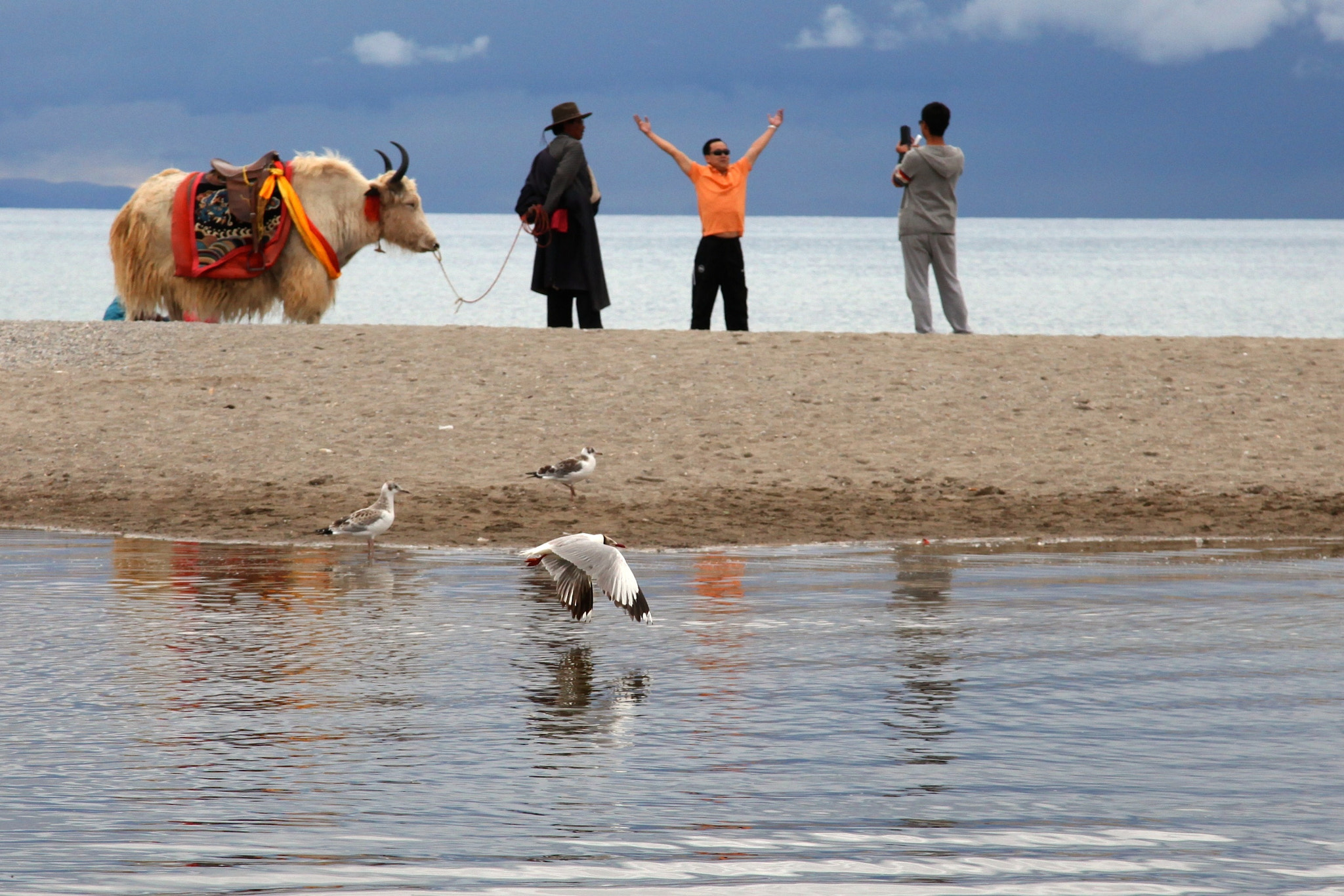
Yak promené par un éleveur en quête de touristes et goélands.

## Climat
Le climat autour du lac est sujet à des changements abrupts, et les tempêtes de neige sont fréquentes dans toute la chaîne du Nyainqêntanglha.

## Dans la culture
Le roman Ombre sur le Thibet de Paul Alpérine (1945) prend essentiellement place sur le "Tsin Dagh", mont dressé sur la rive occidentale du lac, qui pousse un angle saillant dans les eaux de celui-ci.